# Wybory prezydenckie w Egipcie w 2018 roku
Wybory prezydenckie w Egipcie w 2018 roku odbyły się w dniach 26–28 marca. O terminie wyborów poinformował 8 stycznia 2018 szef egipskiej komisji wyborczej Laszin Ibrahim. Wybory zdecydowanie wygrał urzędujący prezydent Abd al-Fattah as-Sisi. Frekwencja wyniosła 41,05%.

## Podłoże
W dniu 5 maja 2017 były kandydat na prezydenta Hamdeen Sabahi wezwał partie opozycyjne do zjednoczenia się i wystawienia jednego kandydata.

### System wyborczy
Prezydent Egiptu wybierany jest za pomocą systemu dwukierunkowego. Konstytucja Egiptu wymaga, aby postępowanie wyborcze nie rozpoczęło się wcześniej niż 120 dni od daty zakończenia bieżącej kadencji prezydenckiej, która kończy się w dniu 7 czerwca 2018, a wyniki nie zostaną ogłoszone później niż 30 dni przed datą zakończenia obecnej kadencji prezydenckiej.